# Kyk-Over-Al (Zeitschrift)
Kyk-Over-Al (gelegentlich: Kykoveral, oft Abk.: Kyk) ist eine guayanische Literaturzeitschrift. Sie wurde im früheren Britisch-Guayana begründet und ist eines von drei Pionier-Literaturmagazinen, welche in den 1940ern gegründet wurden, welche dabei halfen in der Nachkriegszeit eine Karibische Literatur (West Indian literature) zu definieren. Die anderen zwei waren Bim in Barbados (Heute unter der Herausgabe von Esther Phillips) und Focus in Jamaika. Kyk-Over-Al ist unlösbar mit dem guyanischen Dichter und Herausgeber Arthur James Seymour (A. J. Seymour), dem langjährigen Herausgeber. Nach Seymours Tod 1989 wurde die Herausgeberschaft vom Dichter und Schriftsteller Ian McDonald übernommen.
Kyk-Over-Al war „ein Vorreiter in seinen Bemühungen, eine karibische Theorie und Praxis der Literaturkritik zu fördern, indem er sich mit Fragen wie Sprache und Umgangssprache, Publikum, dem Einfluss der Großstadtkultur und der Rolle des historischen Bewusstseins bei der Etablierung einer gemeinsamen Sprache und ‚Westindischen‘ Identität befasste“ („a forerunner in its efforts to stimulate a Caribbean theory and practice of literary criticism, addressing such issues alanguage and the use of vernacular, audience, the influence of metropolitan culture and the role of historical awareness in establishing a shared 'West Indian' identity“). Das Magazin wurde anfangs von 1945 bis 1961 veröffentlicht und stellte seine Veröffentlichung kurzzeitig ein, bevor die Westindische Föderation zerbrach. Es wurde 1984 wiederbelebt.

## Gründung und frühe Jahre (1945–1961)
Kyk-Over-Al wurde 1945 von der British Guiana Writers’ Association (BGWA) und der British Guiana Union of Cultural Clubs (BGUCC) gegründet, als „Instrument, um ein guayanisches Volk zu formen und es sich seiner selbst und seiner intellektuellen und spirituellen Möglichkeiten bewusst zu machen“ („be an instrument to help forge a Guianese people, and to make them conscious of their intellectual and spiritual possibilities“). Die erste Ausgabe zum Preis von einem Schilling erschien im Dezember 1945 und wurde bereits von Seymour herausgegeben, der zu der Zeit ein Funktionär der BGWA und Honorarsekretär der BGUCC war.
Das Magazin wurde benannt nach dem Ausguck Kyk-Over-Al („Sieh über Alles“), der Ruine eines Niederländischen Forts auf einer kleinen Insel in der Nähe des Zusammenflusses der Flüsse Essequibo, Mazaruni und Río Cuyuní im Landesinneren von Guyana. Seymour erklärte in seinen redaktionellen Notizen: „Obwohl 'Kykoveral' zerstört ist, erinnert es uns immer noch an unser amerindianisches und niederländisches Erbe... Als Titel für eine Zeitschrift fordert Kykoveral eine schnelle und umfassende Wachsamkeit und den Ausdruck eines wachsamen Volkes“ („although ruined, Kykoveral still stands to remind us of our Amerindian and Dutch heritage... As a title for a periodical, Kykoveral calls for a quick and wide vigilance and the expression of an alert people“ – Seymour buchstabierte den Namen des Magazins fast immer als ein einzelnes Wort, ohne Bindestrich; auf dem Cover des Magazins erschien jedoch die getrennte Form Kyk-Over-Al, und diese Form wurde im Laufe der Jahre allgemein akzeptiert.)
Obwohl Kyk-Over-Al als Projekt der BGWA und der BGUCC begann, übernahm Seymour von Anfang an eine führende Rolle in seiner Leitung und das Magazin wurde bald zu seinem eigenen privaten Projekt – oder, genauer gesagt, es wurde zu einem Seymour-Familienprojekt, da seine Frau Elma die Verantwortung für viele geschäftliche Angelegenheiten übernahm, einschließlich der Werbung, welche die Veröffentlichung ermöglichte.
Zwischen 1945 und 1961 erschienen 28 Ausgaben von Kyk-Over-Al, in denen die Werke aller wichtigen guyanischen Schriftsteller dieser Zeit – insbesondere Wilson Harris, Edgar Mittelholzer, Martin Carter und Seymour selbst – sowie vieler Schriftsteller aus anderen Gebieten der anglophonen Karibik veröffentlicht wurden. Neben Belletristik und Poesie veröffentlichte 'Kyk-Over-Al' eine Reihe bahnbrechender kritischer Essays, von denen viele von Seymour verfasst wurden, in denen er die Arbeit westindischer Schriftsteller untersuchte und versuchte, die Literatur zu definieren, die in diesen Jahren nach dem Zweiten Weltkrieg in der Karibik entstanden. Weitere namhafte Kritiker, die zum Magazin beigetragen haben, sind Frank Collymore, Ivan Van Sertima und Kenneth Ramchand.
1962 trat Seymour, von Beruf Beamter, von seiner Position als Leiter der Informationsdienste der Regierung zurück, nachdem es mit Premierminister Cheddi Jagan zu einer Meinungsverschiedenheit über die politischen Auswirkungen seiner Rolle gekommen war. Er nahm eine Stelle bei der Karibik-Organisation mit Sitz in Puerto Rico an. Als er Britisch-Guayana verließ, stellte Kyk-Over-Al die Veröffentlichung ein.
In dem Aufsatz „The Making of Guyanese Literature“ („Die Schaffung Karibischer Literatur“) den Seymour 1980 verfasst, stellte er fest, dass „die Hauptschwerpunkte in Kykoveral auf Poesie und Kritik lagen… Die Ausgaben enthielten insgesamt fast 500 Gedichte und mehrere Nummern waren Anthologien guyanischer und westindischer Poesie gewidmet“ („the main emphases in Kykoveral were on poetry and criticism... The issues presented a total of nearly 500 poems in all and several numbers were devoted to anthologies of Guyanese and West Indian poetry“). Die von Seymour überarbeitete Kyk-Over-Al Anthology of West Indian Poetry wurde 1957 veröffentlicht.

## Wiederbelebung (1984– )
Seymour kehrte 1965 (ein Jahr vor der Unabhängigkeit, als das Territorium in Guyana umbenannt wurde) nach Britisch-Guayana zurück, nahm die Veröffentlichung von Kyk-Over-Al jedoch nicht wieder auf. In den nächsten zwei Jahrzehnten setzte er seine kulturellen Aktivitäten in verschiedenen offiziellen und inoffiziellen Rollen fort und schrieb weiterhin sowohl Gedichte als auch Kritiken sowie eine Reihe autobiografischer Bände.
Im Jahr 1984 wurde zum Gedenken an Seymours 70. Geburtstag sowie an sein langes und entscheidendes Engagement in westindischen Literaturangelegenheiten ein Band mit dem Titel AJS at 70 veröffentlicht, herausgegeben von Ian McDonald. Dies erwies sich als Auslöser für die Wiederbelebung von Kyk-Over-Al, wobei McDonald Seymour bei den redaktionellen Aufgaben unterstützte.
Seymour starb im Dezember 1989, woraufhin McDonald alleiniger Herausgeber von Kyk-Over-Al wurde, welches in den 1990er Jahren, etwas unregelmäßig, weiterhin erschien. Im Juni 1990 erschien eine gemeinsame Ausgabe von Kyk-Over-Al und BIM, herausgegeben von John Wickham und Ian McDonald; Ein Rezensent bemerkte: „Am auffälligsten an dieser gemeinsamen Ausgabe ist vielleicht die Fähigkeit von Ian McDonald, in ‚Across the Editor's Desk‘ so viel Material bereitzustellen, und zwar sehr interessantes Material. Seymour hat in ihm eindeutig einen guten Erben hinterlassen“ („Perhaps most striking about this joint issue is the ability of Ian McDonald to provide so much material, and very interesting material at that, in 'Across the Editor's Desk.' Seymour has clearly left a good heir in him“). Für aktuelle Ausgaben fungierte die Schriftstellerin und Kulturaktivistin Vanda Radzik als Mitherausgeberin von Kyk-Over-Al. Eine Ausgabe zum 50-jährigen Jubiläum erschien 1995. Die letzte veröffentlichte Ausgabe erschien im Juni 2000.
Obwohl Kyk-Over-Al seitdem nicht mehr veröffentlicht wurde, bestehen die Herausgeber darauf, dass das Magazin nicht aufgegeben wurde und 2005 an einer Ausgabe zum 60-jährigen Jubiläum gearbeitet wurde.